# Радиоимуноесеј
Радиоимуноесеј или радиоимуноанализа (РИА) врста је имуноесеја или радиоимунометријске методе која се заснива на специфичном формирању комплекса антиген - антитело (Аг-Ат) . То  РИА даје велику специфичност заједно са осетљивошћу методе радиолошке анализе ( радиоактивним изотопима). Техника је практично замењена ЕЛИЗА методом која мери везивање Аг-Ат коришћењем колориметрије уместо радиометрије.
РИА се може користити за мерење мноштва супстанци које се налазе у малим количинама у течностима унутар и изван организама (као што су вируси, лекови или хормони). Листа тренутних могућих употреба је велика, али конкретно, РИА омогућава скрининг давалаца крви на различите врсте хепатитиса. Техника се такође може користити за препознавање здравствених проблема повезаних са хормонима. РИА се може користити за откривање у крви многих страних материја, укључујући неке врсте карцинома. Ова техника се може користити за одређивање ефикасности одређеног нивоа дозе антибиотика и лекова.

## Историја
Радиоимуноесеј као веома осетљива имунометријска техника којом се мере мале количине крви, током 1960-их и 1970-их година, промовисана је као велики напредак у ендокринологији. За то су били заскужни Соломон Берсон и Розалин Јалоу који су ову методу развили у болници за ветеране у Бронксу, Њујорк. РИА тестом, Берсон и Јалоу су обезбедили средство за посматрање претходно невидљивог света реакција антиген-антитело које се одвијају у раствору. Сада је техника аутоматизована и компјутеризована. У то време, радили су данима припремајући решења у хиљадама епрувета, вршили тестове даноноћно, без техничара који би помогли, и сами су обављали сав посао. Радиоактивни изотопи као маркери раније су коришћени у медицинским истраживањима, али Берсонов и Розалинин рад је био специфична примена радиоактивних изотопа у новој области истраживања. Био је то први пут да се ниво хормона у крви може открити ин витро тестом.  Откриће ове методе донело је др Розалин Јалоу Нобелову награду за медицину 1977. године. Др Јалоу је ову награду (као друга жена њен носулац) поделила са Рожеом Гијманом, и Andrew Schally-ем (за њихова истраживања „производње пептидних хормона у мозгу“).  У свом образложењу Нобелов комитета је за откриће РИА теста навео...да је тест изведен спектакуларном комбинацијом имунологије, истраживања изотопа, математике и физике“.  

## Опште информације
Како скоро сви молекули могу бити антигени, ово откриће се користи да би се антитела везала за одређени молекул могу радиоактивно обележити. Тако је насталаРИА као изузетно осетљива техника или ин витро тест за мерење концентрације антигена, или хормона у биолошким течностима користећи антитела
Добар начин да се направи молекул антиген заснован је на чињеници да хаптен у комбинацији са адјувансом даје имуни одговор. Широко коришћен адјуванс је говеђи серумски албумин или БСА, тако да када се хаптен коњугује са БСА и уведе у другу врсту, јављају се антитела против хаптена.
РИА тест је у принципу једноставан. У реакцији су присутне три главне супстанце:
- антиген,
- радиоактивно обележени антиген
- корелирано специфично антитело.

Антитело се може везати и за обележени и за необележени антиген. Одржава се константним и ограниченим током теста. Радиоактивно обележени антиген поседује иста својства као и необележени антиген и такође је константан. Радиообележени антиген се затим меша са познатом количином његовог антитела, што резултује формирањем обележеног комплекса антиген-антитело, који се назива везани антиген.
Када се у смешу, из стандарда или непознатих узорака дода још необележени антиген, то доводи до тога да се нови необележени антиген такмичи са радиоактивно обележеним антигеном за фиксни број места везивања антитела или рецептора, што доводи до више необележеног комплекса антиген-антитело и смањује однос радиоактивно обележеног антигена везаног за антитела према слободном радиоактивно обележеном антигену. Што је више антигена присутно, мања је вероватноћа да је обележени антиген везан за антитело, тако да је количина формираног комплекса обележеног антиген-антитело обрнуто пропорционална антигену који је првобитно присутан у серуму. Из тог разлога, ово се назива реакцијом конкурентне депресије.
У овом тренутку кључни корак је потпуно раздвајање између обележеног комплекса антиген-антитело и преосталог слободног обележеног антигена (одвајање везаног од невезаног обележеног антигена). Морале су се развити префињене методе за руковање овом фазом теста. Формирани комплекси антиген-антитело се преципитирају коришћењем реагенса за таложење (на пример секундарног антитела) да би се одвојили везани и слободни трагови
Када се антигени везани за антитело одвоје од невезаних, радиоактивност везаног и преосталог слободног антигена се мери помоћу гама бројача. Са резултатима добијеним из серије стандардних узорака (у којима се концентрација радиоактивног лиганда увек одржава константном, али са различитим концентрацијама неактивног лиганда), може се направити стандардна крива везивања (доза-одговор). Концентрација у непознатом узорку се затим може очитати са стандардне криве интерполацијом.
Развој РИА је подстакао револуцију у теоријској имунологији и заправо у целој биологији. Комбинујући аспекте нуклеарне медицине и имунологије, метода би се могла користити за мерење ситних супстанци у крвној плазми и другим телесним ткивима. РИА је заправо толико невероватно осетљива да може да мери хормоне у количинама од чак 1.000 милионити део грама. Ово је као да детектујете присуство кашичице шећера раствореног у запремини од око 90 кубних км воде. Толика је моћ радиохемијских метода. Поред своје фантастичне осетљивости, РИА је била операција у епрувети. Никаква радиоактивност није ушла у тело пацијента. Штавише, РИА је радила за готово сваки хормон и низ других биолошки важних супстанци.
Принцип РИА, формулисан као спин-оф из неповезане студије, која је постављала питање у вези са деградацијом инсулина код дијабетичара, трансформисана је у технику која је револуционирала мерење протеинских хормона у телу. Постао је нови алат који помаже лекарима да дијагностикују стања која су раније била откривена јер су утврђене методе биле превише грубе да би измериле наизглед мале промене у количини хормона које могу утицати на здравље особе. РИА је имала огроман утицај на клиничку медицину, што је довело до великог напретка у дијагностици и лечењу главних хормонских система у телу, укључујући функцију штитне жлезде, раст и плодност. Конкретно, може се користити за рану дијагнозу код беба са недовољно активном штитном жлездом, спречавајући менталну ретардацију. То је практично покренуло нову науку - неуроендокринологију, проучавање хемијских гласника које мозак користи за контролу главних хормонских система у телу. Иалов и Берсон су обавили сав свој посао, а да никада нису добили грант за истраживање, а чак и ако су препознали да је комерцијални потенцијал РИА-е огроман, одлучили су, као и Киријеви, да не патентирају своје откриће. Уместо тога, уложили су све напоре да РИА уђу у заједничку употребу, стављајући њену вредност за човечанство испред својих финансијских интереса. Техника је била толико нова и компликована да су провели три наредне године развијајући концепт у практични тест, примењујући Иаловово знање физике и хемије на биолошки проблем. 1960. представили су методологију за одређивање протеинских хормона у крви, чији је основни принцип користио способност ових хормона да стимулишу стварање антитела. Такође су почели да обучавају научнике да користе РИА и до краја 1960-их поље је експлодирало и њихова техника је почела да се широко користи у лабораторијама широм света за мерење концентрација хормона и других супстанци у телу које су раније биле премале да би се откриле. . РИА се такође може користити за откривање малих количина ензима, лекова и других супстанци у телесним течностима или ткивима, за преглед крви на вирус хепатитиса, за рано откривање рака и за мерење нивоа неуротрансмитера, супстанци које омогућавају нервни систем. импулси који се преносе кроз јаз између нервних ћелија или да се открију хормони у ткиву или плазми. Захваљујући трансфузији РИА, вирус хепатитиса је елиминисан из банака крви.
Користећи РИА, лекари су успели да раздвоје дијабетичаре у две групе: оне који губе способност производње инсулина у детињству и оне који производе много инсулина, али током одраслог доба губе способност да га користе. Други тип дијабетеса се данас лечи дијетом - и таблетама, ако је потребно. 
РИА тест је коришћен и као дијагностички алат,  за:
- мерење нивоа хормона раста,
- праћење путање вируса леукемије у фазама пре стварног раста тумора
- откривање класа нових неуротрансмитера у мозгу.[10]

## РИА тест и савременије методе
Данас се радиоимуно тестови користе све мање за мерење концентрације стотина хормона, ензима, витамина, вируса и лекова у људском телу, напреднијим методама, посебно ЕЛИЗА тест, ензимским имуносорбентним тестом,  који користи антитела и боју уместо радиоизотопа. да идентификујете супстанцу. 
Тако су временом ЕЛИЗА тест и друге методе истиснулеиз примене радиоактивне супстанце и скоро сасвим заменио радиоимуноесеј у многим областима применаме, као методе мање опасне и мање скупе за научнике.